# Jeanne Agnès Berthelot de Pléneuf
Jeanne Agnès Berthelot de Pléneuf (París, 1698 - Courbepine, Alta Normandia, 1727) coneguda com a Marquesa de Prié, fou una cortesana francesa.
Era filla d'Esteve Berthelot, senyor de Pléneuf. Era guapa, intel·ligent, enginyosa, ambiciosa i, a més una virtuosa intèrpret del clavicordi. El 1713 es casà amb el marquès de Prié, d'una família noble normanda, però pobre, i el mateix any acompanyà al seu marit a Itàlia, en ser aquest anomenat ambaixador a Torí, retornant a París el 1719.
Per aquell temps el pare de la marquesa ja s'havia arruïnat, i Agnès, per refer la seva fortuna, es proposà tenir un amant ric i influent, aconseguí entaular relacions amb el duc de Borbó. Des del primer moment exercí un gran ascendent vers el seu amant i quan aquest, el 1723, fou nomenat primer ministre, la marquesa de Prié regnà com reina absoluta, i fins el mateix Voltaire li dirigí versos encomiàstics. Protegí als germans Paris, els famosos banquers, i quan es tractà de casar en Lluís XV de França feu triomfar la candidatura de Maria Leszczyńska, que l'anomenà dama de palau, veient augmentada encara més llur influència.
També conspirà perquè fos destituït el cardenal Fleury en profit del seu amant, i quan aquest es va fer impopular, acusat de monopoli, la marquesa abandonà espontàniament la cort per temor a veure's complicada en els esdeveniments. Desterrat el duc el 1726, la seva amant va rebre l'ordre de retirar-se a les seves terres de Courbepine, i, despitada i inconsolable per la seva desgràcia, se suïcidà malgrat contar només vint-i-nou anys. Malgrat tot, encara avui es qüestiona que potser va morir del tètanus.